# Robelela
Robelela est une ville du Botswana.